# Mokhotlong
Mokhotlong je rijeka u sjeveroistočnom Lesotu.
Nastaje kao sutok nekoliko povremenih planinskih potoka u blizini južnoafričke granice, zatim teče sjeverozapadno do ušća u rijeku Sanqebethu, zatim prema zapadu do ušća u rijeku Senqu (lokalni naziv za Oranje) kod grada Mokhotlonga.